# 神奈川県医師信用組合
神奈川県医師信用組合（かながわけんいししんようくみあい）は、神奈川県横浜市中区に本店を置く信用組合。

## 概要
神奈川県内の医師や医療機関を対象とした金融機関であり、神奈川県内を事業区域としている。ATM（本店のみ設置）では、しんくみ お得ねっと提携信用組合のカードによる出金は自組合扱いとなる。

## 沿革
- 1925年1月 - 有限責任横浜市医師信用購買組合として設立。
- 1930年3月 - 有限責任横浜市医師信用購買利用組合に改称。
- 1937年4月 - 保証責任横浜市医師信用購買利用組合に改組。
- 1950年2月 - 中小企業等協同組合法の施行により、神奈川県医師信用組合に改組。